# Lepus yarkandensis
La liebre de Yakard (Lepus yarkandensis) es una especie de liebre de la familia Leporidae que vive en China.
Se encuentra amenazada de extinción por la pérdida de su hábitat natural.
- Datos: Q510359
- Multimedia: Lepus yarkandensis / Q510359
- Especies: Lepus yarkandensis